# Собор Різдва Христового (Кишинів)
Собор Різдва Христового — кафедральний храм Кишинівської митрополії Російської Православної Церкви в Кишиневі; архітектурний пам'ятник XIX століття.
Собор був побудований в 1830—1836 рр. як головний храм міста з ініціативи митрополита Бессарабії Гавриїла Бенулеску-Бодоні. Проект собору розробив архітектор Авраам Іванович Мельников (1784—1854) на замовлення генерал-губернатора Новоросії і Бессарабії Михайла Воронцова.

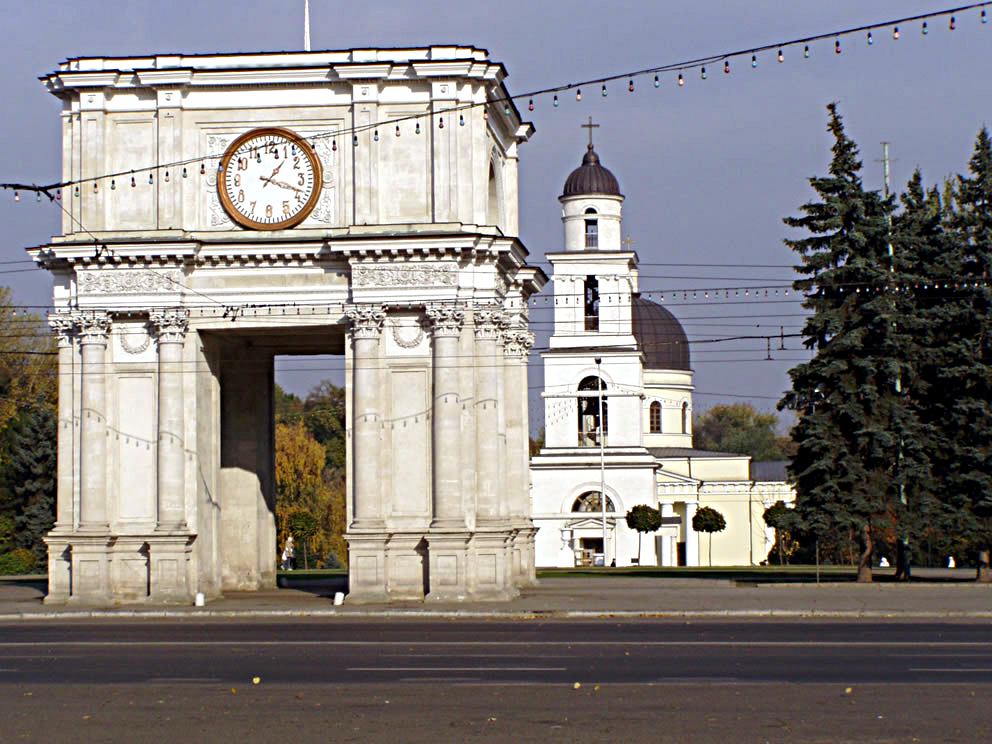
Тріумфальна арка перед дзвіницею і храмом

Відповідно до генерального плану забудови міста, кафедральний собор і чотирьохрівнева дзвіниця були розміщені в центральному сквері, на одній лінії з будівлею Митрополії, розташованим в західному кварталі головної вулиці Кишинева.
13 жовтня 1836 р. відбулося освячення собору і каплиці.
Собор зведений у стилі російського класицизму. Центрична в плані будівля вирішена у вигляді масивного архітектурного об'єму з чотирма шестиколонними портиками по фасадам будівлі, увінчаного великим куполом на круглому барабані, прорізаному вісьмома великими світловими вікнами. Елементи конструкції антамблемента портика (архітрав, полички і тригліфи фриза, карниз) служать декоративним фризом, що оперізує стіни собору. Високий циліндричний барабан зі світловими прорізами по периметру завершений великим куполом, спочатку мали параболічну форму, а після реставрації будівлі в 1950-х роках отримав сферичну форму. Спочатку внутрішні стіни собору були прикрашені фресками.
У червні 1941 року будівля собору сильно постраждало від бомбардувань. Реставрація собору почалася вже у вересні того ж року. Роботами з відновлення будівлі керував Г. Купча. 19 грудня 1942 року реставратори приступили до відтворення першої ділянки внутрішнього розпису Собору. У числі учасників робіт були професор І. Штефенеску, художник І. Стеріаді, професор Бухарестської Академії мистецтв. Реставрація була закінчена лише після Великої Вітчизняної війни, в 1951—1953 роках під керівництвом художника Е. Д. Спаського.
В ніч з 22 на 23 грудня 1962 року за розпорядженням адміністрації Кишинева була підірвана дзвіниця. У будівлі храму були припинені церковні служби, і вона була перетворена в виставковий зал Міністерства культури МРСР.
Будівля собору була повернута церкві в 1989—1991 роках. Після цього почалися роботи з її реставрації. 3 листопада 1995 року президент Молдавії Мірча Снєгур підписав указ «Про прискорення робіт з реставрації комплексу „Кафедральний Собор Різдва Христового“ в Кишиневі». 25 серпня 1996 року роботи із реконструкції були закінчені. У той же день був освячений і встановлений хрест Кафедрального Собору і закладений перший камінь дзвіниці. Будівництво дзвіниці закінчилося в 1997 році. Вона відрізняється від тієї, що була підірвана в 1962 році. Дзвони на новій дзвіниці встановлені на другому і третьому рівні. Реставрація внутрішнього оздоблення собору триває донині.